# Sébastien de Luxembourg-Martigues

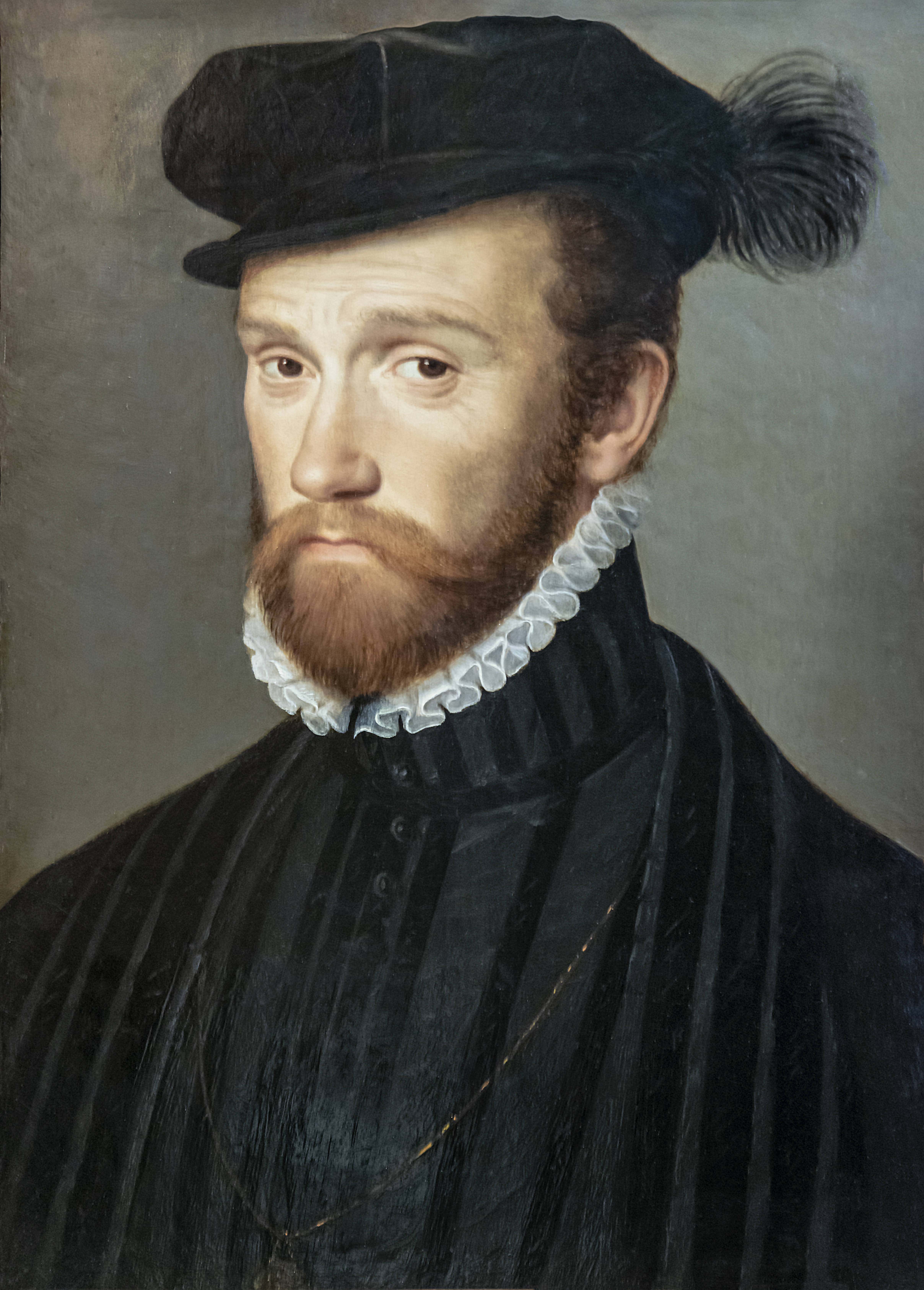
Sébastien de Luxembourg, Vicomte de Martigues, Marc Duval, 16. Jahrhundert, Öl auf Eichenholz, Fondation Bemberg, Toulouse

Sébastien de Luxembourg-Martigues (* um 1530, † 19. November 1569 bei der Belagerung von Saint-Jean-d’Angély) war ein französischer Adliger und Militär aus der Zeit der Hugenottenkriege. Er trug den Beinamen Chevalier sans peur (Ritter ohne Angst).

## Familie
Sébastien de Luxembourg war der Sohn von François II. de Luxembourg und Charlotte de Brosse, der Tochter von René de Brosse und Schwester von Jean IV. de Brosse, Comte de Penthièvre und Duc d‘Étampes. Selbst Vicomte-Prince de Martigues und Comte de Penthièvre seit 1559, wurde er am 15. September 1569 von König Karl IX. zum Duc de Penthièvre ernannt.
Er heiratete im Januar 1561 in Meaux Marie de Beaucaire  (1535–1613), von der er zwei Töchter bekam:
- Jeanne († klein)
- Marie (* 1562, † 1624), 1569 2. Duchesse de Penthièvre, Pair de France, Vicomtesse de Martigues; ⚭ 1579 Philippe-Emmanuel de Lorraine (* 1558; † 1602), 1577 2. Duc de Merœur, Pair de France, Gouverneur von Bretagne, 1599 kaiserlicher Generalleutnant, Sohn von Nicolas de Lorraine, duc de Mercœur und Jeanne de Savoie-Nemours

## Karriere

### Italienkrieg 1552–1556
Seine erste wichtige militärische Aktion ist die Teilnahme an der Belagerung von Metz (1552). Die von Fernando Álvarez de Toledo, Herzog von Alba belagerten Franzosen widersetzten sich vier Monate, bevor sich die Spanier im Januar 1553 zurückzogen. In den folgenden Monaten nahm er an den Belagerungen von Thérouanne und dann Hesdin durch Kaiser Karl V. teil, wo er es schaffte, nach der Einnahme dieser Städte einer Gefangennahme zu entgehen.
1558 half er dem Herzog von Guise, Calais und dann Guînes einzunehmen.

### Hilfe für Marie de Guise
In den Jahren 1559–1560 nahm er an der französischen Expedition nach Schottland teil, um Marie de Guise, Regentin für ihre Tochter Maria Stuart, zu unterstützen. Die Expedition zählte ungefähr 1800 Männer. Der Vicomte de Martigues hatte das Kommando über tausend von ihnen. Die Franzosen, zahlenmäßig stark unterlegen, wurden bei Leith zur Kapitulation gezwungen.

### Hugenottenkriege
1562, nach der Belagerung von Rouen, ersetzte Sébastien de Luxembourg den Comte de Randon als Generaloberst der Infanterie und zeichnete sich in der Schlacht bei Dreux aus, wo er einen entscheidenden Angriff gegen den Admiral von Coligny führte.
1565 wurde er zum Gouverneur der Bretagne ernannt. Er schloss sich mit den katholischen Extremisten zusammen, sobald er am 2. Juni sein Amt angetreten hatte, was aber von Caterina de’ Medici missbilligt wurde. Er erließ am 26. Juni auf Ersuchen von Nantes mehrere Anordnungen gegen die Calvinisten, verbot ihnen, eine öffentliche Schule zu betreiben, Symbole ihrer Religion zu zeigen, sowie Taufen oder Bestattungen durchzuführen. Die Protestanten widersetzten sich diesen Anordnungen, weswegen die Situation ab Oktober 1567 eindeutig angespannt war. Die Situation beruhigte sich nach dem Abzug des Gouverneurs im Januar 1568 etwas, aber die Wiederaufnahme des Krieges und die Gefahr einer Belagerung von Nantes verschlechterten sie erneut. Martigues befahl, sich auf die Entwaffnung der Protestanten vorzubereiten, und ihnen den Zugang zur Stadt zu verbieten (mit Ausnahme der Adligen). Die erschöpfte Stadt konnte jedoch kaum alle vom Gouverneur geforderten Anforderungen erfüllen, um eine Belagerung zu vermeiden, obwohl der Gouverneur ihren Anführern drohte.
Bald versuchten die Protestanten, aus der Stadt zu fliehen, um sich La Rochelle anzuschließen, wo der Prinz von Condé und Coligny Truppen versammelten. Unter der Führung von Dandelots (der Bruder Colignys), begannen 3000 Männer, sich bei Beaufort-en-Vallée zu sammeln. Martigues, der nur 800 Mann hatte, erhielt den Befehl, diese Umgruppierung sowie deren Überquerung der Loire. zu verhindern. Die beiden Armeen trafen überraschend bei La Daguenière und Saint-Mathurin aufeinander, wo die Protestanten besiegt wurden. Die Katholiken schlossen sich dann dem Herzog von Montpensier an, der die Überquerung der Loire durch die Protestanten zuließ.
Der Herzog von Anjou kam als Verstärkung hinzu und Sébastien de Luxembourg-Martigues übernahm das Kommando über die Vorhut. In Pamproux besiegt, wurden die Katholiken zum Rückzug gezwungen, wo es Martigues gelang, die Vernichtung der katholischen Armee zu verhindern. Der König von Frankreich erhob daraufhin für ihn die Grafschaft Penthièvre am 15. September 1569 zum Herzogtum. Nach dieser Niederlage nahm Martigues am katholischen Sieg von Moncontour teil, wo er am 3. Oktober 1569 zweimal die protestantische Vorhut schlug. Am 19. November 1569 starb er bei Saint-Jean-d’Angély, nachdem ihn ein Schuss aus einer Arkebuse in den Kopf traf. Sein Körper wurde in der Kirche der Franziskaner in Guingamp bestattet.